# Cybaeus balkanus
Cybaeus balkanus är en spindelart som beskrevs av Christo Deltshev 1997. Cybaeus balkanus ingår i släktet Cybaeus och familjen vattenspindlar. Inga underarter finns listade i Catalogue of Life.